# Шевченківська премія — номінація «музичне мистецтво»
В цьому списку представлено лауреатів Шевченківської премії в номінації «музичне мистецтво». 

## 1960-ті
| 1962 | Платон Майборода                                | композитор                                      | за «Вибрані пісні».                                                   |                                                 |                                                 |
| 1963 | Георгій Майборода                               | композитор                                      | за оперу «Арсенал».                                                   |                                                 |                                                 |
| 1964 | Станіслав Людкевич                              | композитор                                      | за симфонію-кантату «Кавказ» і вокально-симфонічну кантату «Заповіт». |                                                 |                                                 |
| 1966 | Левко Ревуцький                                 | композитор                                      | за концерт для фортепіано в супроводі симфонічного оркестру.          |                                                 |                                                 |
| 1967 | в номінації «музичне мистецтво» не присуджували | в номінації «музичне мистецтво» не присуджували | в номінації «музичне мистецтво» не присуджували                       | в номінації «музичне мистецтво» не присуджували | в номінації «музичне мистецтво» не присуджували |
| 1968 | в номінації «музичне мистецтво» не присуджували | в номінації «музичне мистецтво» не присуджували | в номінації «музичне мистецтво» не присуджували                       | в номінації «музичне мистецтво» не присуджували | в номінації «музичне мистецтво» не присуджували |
| 1969 | в номінації «музичне мистецтво» не присуджували | в номінації «музичне мистецтво» не присуджували | в номінації «музичне мистецтво» не присуджували                       | в номінації «музичне мистецтво» не присуджували | в номінації «музичне мистецтво» не присуджували |
| 1970 | в номінації «музичне мистецтво» не присуджували | в номінації «музичне мистецтво» не присуджували | в номінації «музичне мистецтво» не присуджували                       | в номінації «музичне мистецтво» не присуджували | в номінації «музичне мистецтво» не присуджували |

## 1970-ті
| 1970 | в номінації «музичне мистецтво» не присуджували | в номінації «музичне мистецтво» не присуджували | в номінації «музичне мистецтво» не присуджували | в номінації «музичне мистецтво» не присуджували | в номінації «музичне мистецтво» не присуджували |
| 1971 | в номінації «музичне мистецтво» не присуджували | в номінації «музичне мистецтво» не присуджували | в номінації «музичне мистецтво» не присуджували | в номінації «музичне мистецтво» не присуджували | в номінації «музичне мистецтво» не присуджували |
| 1972 | в номінації «музичне мистецтво» не присуджували | в номінації «музичне мистецтво» не присуджували | в номінації «музичне мистецтво» не присуджували | в номінації «музичне мистецтво» не присуджували | в номінації «музичне мистецтво» не присуджували |
| 1973 | в номінації «музичне мистецтво» не присуджували | в номінації «музичне мистецтво» не присуджували | в номінації «музичне мистецтво» не присуджували | в номінації «музичне мистецтво» не присуджували | в номінації «музичне мистецтво» не присуджували |
| 1974 | Андрій Штогаренко                               | композитор                                      | за симфонію № 3 («Київську»). |                                                 |                                                 |
| 1975 | Олександр Білаш                                 | композитор                                      | за пісні «Ленінова весна», «Моя Батьківщина», «Пісня звитяжців», «Пісня червоних вершників», «Істина», «Я жил в такие времена», створені в 1971-1974 роках. |                                                 |                                                 |
| 1976 | Ігор Шамо                                       | композитор                                      | за пісні «Балада про братерство», «Києве мій», «Стоїть над Волгою курган», «Зачарована Десна», «Пісня про щастя», «Не шуми, калинонько», «Фронтовики».      |                                                 |                                                 |
| 1976 | Дмитро Луценко                                  | поет                                            | за пісні «Балада про братерство», «Києве мій», «Стоїть над Волгою курган», «Зачарована Десна», «Пісня про щастя», «Не шуми, калинонько», «Фронтовики».      |                                                 |                                                 |
| 1977 | Євген Станкович                                 | композитор                                      | за симфонію № З «Я стверджуюсь» на слова П. Тичини. |                                                 |                                                 |
| 1978 | в номінації «музичне мистецтво» не присуджували | в номінації «музичне мистецтво» не присуджували | в номінації «музичне мистецтво» не присуджували | в номінації «музичне мистецтво» не присуджували | в номінації «музичне мистецтво» не присуджували |
| 1979 | Павло Муравський                                | диригент                                        | за концертні програми 1977-1978 років з творів М. Д. Леонтовича.                                                                                            |                                                 |                                                 |

## 1980-ті
| 1980 | Анатолій Кос-Анатольський                       | композитор                                      | за збірник «Вокальні твори».                                                                                      |                                                 |                                                 |
| 1981 | в номінації «музичне мистецтво» не присуджували | в номінації «музичне мистецтво» не присуджували | в номінації «музичне мистецтво» не присуджували                                                                   | в номінації «музичне мистецтво» не присуджували | в номінації «музичне мистецтво» не присуджували |
| 1982 | в номінації «музичне мистецтво» не присуджували | в номінації «музичне мистецтво» не присуджували | в номінації «музичне мистецтво» не присуджували                                                                   | в номінації «музичне мистецтво» не присуджували | в номінації «музичне мистецтво» не присуджували |
| 1983 | Микола Колесса                                  | композитор                                      | за хорову сюїту «Лемківське весілля» (друга редакція), збірник «Обробки українських народних пісень».             |                                                 |                                                 |
| 1984 | Віталій Губаренко                               | композитор                                      | за балет «Камінний господар» за мотивами однойменної драми Лесі Українки (друга редакція), оперу «Пам'ятай мене». |                                                 |                                                 |
| 1986 | Климентій Домінчен                              | композитор                                      | за симфонію № 4 «Велика Вітчизняна».                                                                              |                                                 |                                                 |
| 1987 | Мирослав Скорик                                 | композитор                                      | за концерт для віолончелі з оркестром.                                                                            |                                                 |                                                 |
| 1988 | в номінації «музичне мистецтво» не присуджували | в номінації «музичне мистецтво» не присуджували | в номінації «музичне мистецтво» не присуджували                                                                   | в номінації «музичне мистецтво» не присуджували | в номінації «музичне мистецтво» не присуджували |
| 1989 | Леся Дичко                                      | композитор                                      | за ораторії «І нарекоша ім'я Київ» (друга редакція), «Індія — Лакшмі», кантата «У Києві зорі».                    |                                                 |                                                 |

## 1990-ті
| 1990 | в номінації «музичне мистецтво» не присуджували | в номінації «музичне мистецтво» не присуджували | в номінації «музичне мистецтво» не присуджували                                                                  | в номінації «музичне мистецтво» не присуджували | в номінації «музичне мистецтво» не присуджували |
| 1991 | Юлій Мейтус                                     | композитор                                      | за цикл романсів і баладна вірші радянських поетів та хоровий цикл на вірші О. Твардовського                     |                                                 |                                                 |
| 1992 | в номінації «музичне мистецтво» не присуджували | в номінації «музичне мистецтво» не присуджували | в номінації «музичне мистецтво» не присуджували                                                                  | в номінації «музичне мистецтво» не присуджували | в номінації «музичне мистецтво» не присуджували |
| 1993 | Леопольд Ященко                                 | диригент, композитор                            | за активну діяльність щодо збереження, відродження та популяризації української народної творчості (хор «Гомін») |                                                 |                                                 |
| 1994 | Володимир Івасюк (посмертно)                    | композитор                                      | за видатний внесок у розвиток українського національного музичного мистецтва.                                    |                                                 |                                                 |
| 1995 | Валентин Сильвестров                            | композитор                                      | за симфонію № 5, струнний квартет № 1, кантату на слова Тараса Шевченка для хору а'капела                        |                                                 |                                                 |
| 1996 | Вірко Балей                                     | диригент і композитор                           | за значний внесок у розвиток українського музичного мистецтва та його пропаганду в світі                         |                                                 |                                                 |
| 1997 | в номінації «музичне мистецтво» не присуджували | в номінації «музичне мистецтво» не присуджували | в номінації «музичне мистецтво» не присуджували                                                                  | в номінації «музичне мистецтво» не присуджували | в номінації «музичне мистецтво» не присуджували |
| 1998 | Микола Дремлюга                                 | композитор                                      | за симфонію № 3 «Пам'яті жертв голодомору 1932—1933 років в Україні»                                             |                                                 |                                                 |
| 1999 | Ганна Гаврилець                                 | композитор                                      | за музично-сценічне дійство «Золотий камінь посіємо»                                                             |                                                 |                                                 |

## 2000-ті
| 2000 | Алемдар Караманов                               | композитор                                      | за Концерт № 3 для фортепіано з оркестром «Ave Maria» і Симфонію № 23 «Аз Ісус»                                                                |                                                 |                                                 |
| 2001 | Володимир Сіренко                               | диригент                                        | за концертні програми 1995—2000 років |                                                 |                                                 |
| 2002 | в номінації «музичне мистецтво» не присуджували | в номінації «музичне мистецтво» не присуджували | в номінації «музичне мистецтво» не присуджували                                                                                                | в номінації «музичне мистецтво» не присуджували | в номінації «музичне мистецтво» не присуджували |
| 2003 | в номінації «музичне мистецтво» не присуджували | в номінації «музичне мистецтво» не присуджували | в номінації «музичне мистецтво» не присуджували                                                                                                | в номінації «музичне мистецтво» не присуджували | в номінації «музичне мистецтво» не присуджували |
| 2004 | в номінації «музичне мистецтво» не присуджували | в номінації «музичне мистецтво» не присуджували | в номінації «музичне мистецтво» не присуджували                                                                                                | в номінації «музичне мистецтво» не присуджували | в номінації «музичне мистецтво» не присуджували |
| 2005 | Юрій Ланюк                                      | композитор                                      | за музичні твори «Палімпсести» та «Музика з Книги Стайнених Просторів та Елегії для Птаха Сяйва».                                              |                                                 |                                                 |
| 2005 | Віктор Камінський                               | композитор                                      | за Концерт № 2 «Різдвяний», симфонію-кантату «Україна. Хресна дорога», ораторії «Іду. Накликую. Взиваю…» та «Акафіст до Пресвятої Богородиці». |                                                 |                                                 |
| 2006 | в номінації «музичне мистецтво» не присуджували | в номінації «музичне мистецтво» не присуджували | в номінації «музичне мистецтво» не присуджували                                                                                                | в номінації «музичне мистецтво» не присуджували | в номінації «музичне мистецтво» не присуджували |
| 2007 | в номінації «музичне мистецтво» не присуджували | в номінації «музичне мистецтво» не присуджували | в номінації «музичне мистецтво» не присуджували                                                                                                | в номінації «музичне мистецтво» не присуджували | в номінації «музичне мистецтво» не присуджували |
| 2008 | Геннадій Ляшенко                                | композитор                                      | за кантати «Містерія тиші» та «Вітражі й пейзажі» для хору a cappella на вірші Тараса Шевченка і Богдана-Ігора Антонича;                       |                                                 |                                                 |
| 2009 | в номінації «музичне мистецтво» не присуджували | в номінації «музичне мистецтво» не присуджували | в номінації «музичне мистецтво» не присуджували                                                                                                | в номінації «музичне мистецтво» не присуджували | в номінації «музичне мистецтво» не присуджували |

## 2010-ті
| 2010 | Левко Колодуб                                   | композитор                                      | за симфонію № 9 «Sensilis moderno» («Новітні відчуття»), симфонію № 10 «За ескізами юних літ», симфонію № 11 «Нові береги»         |                                                 |                                                 |
| 2011 | в номінації «музичне мистецтво» не присуджували | в номінації «музичне мистецтво» не присуджували | в номінації «музичне мистецтво» не присуджували                                                                                    | в номінації «музичне мистецтво» не присуджували | в номінації «музичне мистецтво» не присуджували |
| 2012 | Віктор Степурко                                 | композитор                                      | за псалмодію «Монологи віків» для змішаного хору і соло інструментів (у семи частинах на канонічні тексти)                         |                                                 |                                                 |
| 2013 | в номінації «музичне мистецтво» не присуджували | в номінації «музичне мистецтво» не присуджували | в номінації «музичне мистецтво» не присуджували                                                                                    | в номінації «музичне мистецтво» не присуджували |                                                 |
| 2014 | Людмила Монастирська                            | оперна співачка                                 | за вокальні партії в оперних виставах                                                                                              |                                                 |                                                 |
| 2015 | в номінації «музичне мистецтво» не присуджували | в номінації «музичне мистецтво» не присуджували | в номінації «музичне мистецтво» не присуджували                                                                                    | в номінації «музичне мистецтво» не присуджували |                                                 |
| 2016 | Раду Поклітару                                  | балетмейстер                                    | за балети «Лебедине озеро», «Жінки в ре мінорі», «Довгий різдвяний обід» та балет-триптих «Перехрестя»                             |                                                 |                                                 |
| 2017 | Богдана Фроляк                                  | композитор                                      | за музику на твори Тараса Шевченка: Симфонія-Реквієм «Праведная душе…», Хорова кантата «Цвіт», музичний твір «Присниться сон мені» |                                                 |                                                 |
| 2018 | Вікторія Польова                                | композитор                                      | за хорову симфонію на канонічні тексти «Світлі піснеспіви»                                                                         |                                                 |                                                 |
| 2019 | Володимир Шейко                                 | диригент                                        | за аудіозаписи творів українських композиторів до Фонду Українського радіо, концертні програми 2013—2018 років                     |                                                 |                                                 |

## 2020-ті
| Рік  | Лауреат                                                 | професія                                                                                        | за що |
| ---- | ------------------------------------------------------- | ----------------------------------------------------------------------------------------------- | --- |
| 2020 | ДахаБраха                                               | гурт                                                                                            | за музичний альбом «Шлях» |
| 2021 | Олександра Андрусик , Євген Шимальський , Катерина Сула | агенція Ухо: (директор) (співзасновник) (виконавчий продюсер)                                   | серія концертів вокальної музики «Архітектура голосу» |
| 2023 | Хорея Козацька                                          | гурт (Тарас Компаніченко, Максим Бережнюк, Северин Данилейко, Ярослав Крисько, Сергій Охрімчук) | за альбом «Пісні Української революції» |
| 2024 | Джамаладінова Сусана Алімівна (Джамала)                 | артистка                                                                                        | за альбом «Qirim». |
| 2024 | Цепколенко Кармелла Семенівна                           | композиторка                                                                                    | за кантати «Читаючи історію» за поезією Оксани Забужко, «Звідки ти, чорна валко, пташина зграє?» за поезією Сергія Жадана, Дуель-Дует для скрипки та контрабаса, Симфонію № 5. |

1. ↑  Представлений на здобуття премії Національною спілкою композиторів України